# Кармона (Севиља)
Кармона (Севиља) (шп. Carmona) град је у Шпанији у аутономној заједници Андалузија у покрајини Севиља. Према процени из 2017. у граду је живело 28 595 становника.

## Становништво
Према процени, у граду је 2017. живело 28 595 становника.
| 2017.  |
| ------ |
| 28.595 |

## Партнерски градови
- Laudun-l'Ardoise